# Farshad Falahatzadeh
Farshad Falahatzadeh (pers. فرشاد فلاحت‌زاده; Teheran, 21 marzo 1967) è un ex calciatore iraniano, di ruolo difensore.

## Carriera

### Club
Ha giocato nella prima divisione iraniana.

### Nazionale
Con la nazionale iraniana ha partecipato ai Coppa d'Asia 1996.

## Palmarès

### Club

#### Competizioni nazionali
- Coppa dell'Iran: 2

Esteghlal: 1995-1996
Bargh Shiraz: 1996-1997